# Bluffton (Géorgie)
Pour les articles homonymes, voir Bluffton (homonymie).
Bluffton est une ville américaine située dans le comté de Clay, en Géorgie. Selon le recensement de 2020, sa population est de 113 habitants.